# Frank Bsirske
Frank Bsirske (Helmstedt, 10 februari 1952) is een Duits syndicalist en politicus voor Bündnis 90/Die Grünen.

## Levensloop
Bsirske groeide op in een arbeidersgezin, zijn vader werkte bij Volkswagen AG (waar hij tevens syndicaal afgevaardigde was) en zijn moeder was verpleegster. Hij doorliep zijn middelbaar onderwijs aan het Theodor-Heuss-Gymnasium te Wolfsburg en studeerde van 1971 tot 1978 politieke wetenschappen aan het Otto Suhr Instituut van de Freie Universität Berlin. Hierop aansluitend was hij secretaris van de SJD-Die Falken, een functie die hij uitoefende tot 1987.
In 1987 werd hij verkozen tot gemeenteraadslid voor de Grüne Alternative Bürgerliste te Hannover en in 1989 werd hij aangesteld tot lokaal secretaris van de Gewerkschaft öffentliche Dienste, Transport und Verkehr (ÖTV) in deze stad. In 1990 werd Bsirske vervolgens vicedirecteur van de ÖTV-Kreisverwaltung en in 1991 vice-districtsvoorzitter van deze vakcentrale voor Nedersaksen. 
In 2000 volgde hij Herbert Mai op als voorzitter van het Gewerkschaft Öffentliche Dienste, Transport und Verkehr (ÖTV). Toen deze vakcentrale in maart 2001 fuseerde met de Deutsche Angestellten-Gewerkschaft (DAG),  de Deutsche Postgewerkschaft (DPG), het Gewerkschaft Handel, Banken und Versicherungen (HBV) en de IG Medien – Druck und Papier, Publizistik und Kunst (IG Medien) tot de Vereinte Dienstleistungsgewerkschaft (ver.di) werd hij voorzitter van deze nieuwe vakcentrale binnen de Deutscher Gewerkschaftsbund (DGB).
Daarnaast volgde hij in november 2002 zijn landgenoot Roland Issen op als voorzitter van UNI-Europa.
- CiNii: DA15128336
- Gemeinsame Normdatei: 124395457
- International Standard Name Identifier: 0000 0000 4006 6996
- Library of Congress Control Number: n2005055632
- Système universitaire de documentation: 084591633
- Virtual International Authority File: 13241168
- WorldCat: E39PBJcRfhqQbdVHv3r4KKCqQq